# 裾除け
裾除け（すそよけ）は、和服の下に着用する下着。蹴出し（けだし）とも呼ぶ。「湯文字(腰巻)」の上から重ねて着ける、足首までの長さの布をさす。主に女性が着用するが、男性が着用する場合もある。男女ともに裾除けの構造に違いはない。
腰をおおよそ一周半する長方形の布に紐をつけたものが一般的（遊女は例外的に紐が無いものを使った）で、下半身を保護すると同時に和服の裾が足にまとわりつくのを避けるためのもので、普通は羽二重、縮緬など滑りが良く、静電気が起こりにくい布地を選ぶ。

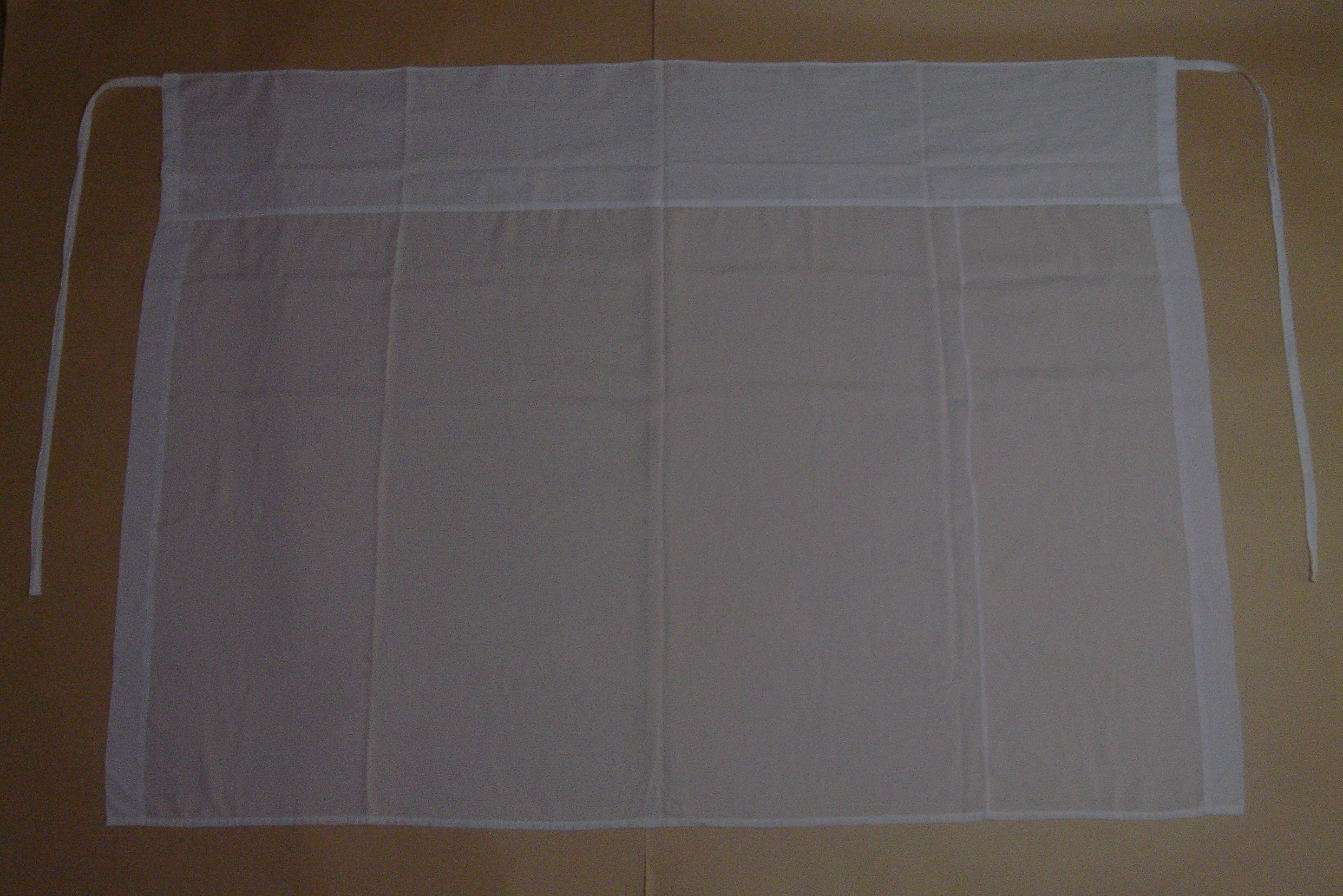
裾除け

## 成り立ち
現在の長襦袢が一般に広まっていなかった江戸前期には下着として、腰までの丈の半襦袢と腰巻を一組で使っていた。
半襦袢に代わって足首までを覆う長襦袢が広く使われるようになってからは、裾除けは、下着としての「湯文字（腰巻）」と、裾裏に縫い付けて裾が纏わりつくのを防ぐための「裾回し（八掛）」とに分化した。
また、湯文字の上に一種のおしゃれとして（裾はしょりをしたときに見えるように）付けた、絹などの美しい布で作った
腰巻状のものを「すそよけ」「けだし」と呼ぶこともあった。
長襦袢が正式とされるようになった現在においては、比較的質素なものが多い。